# الخدرنیه
الخدرنیه (به عربی: الخضرانیه) یک شهرک در عراق است که در شهرستان الشرقت، عراق واقع شده‌است.